# Thelma Johnson Streat
Thelma Beatrice Johnson Streat (Yakima, 29 de agosto de 1912 - Los Ángeles, 1959) fue una artista, bailarina y educadora afroamericana. Ganó popularidad en la década de 1940 por su arte, actuación y trabajo para fomentar la comprensión y el aprecio intercultural.

## Trayectoria

### Infancia y educación
Thelma Johnson nació el 29 de agosto de 1912 en Yakima, una pequeña ciudad agrícola en el estado de Washington, del artista James Johnson y su esposa Gertrude. Ella era parcialmente de herencia Cherokee. Su familia se mudó a Portland, Oregón cuando ella era una niña pequeña. En 1932, se graduó en la Washington High School. Comenzó a pintar a la edad de siete añosy estudió arte en la Museum Art School (ahora Pacific Northwest College of Art) en Portland de 1934 a 1935. Asistió a cursos de arte adicionales en la Universidad de Oregón de 1935 a 1936.

### Obra artística
Streat era una artista con múltiples talentos, que buscaba expresarse a través de muchas vías creativas, incluyendo la pintura al óleo y la acuarela, el dibujo a pluma y tinta, bocetos al carboncillo, murales de técnica mixta y diseño textil.
Un año después de su graduación en la escuela secundaria, Streat colaboró en una exposición en la Biblioteca Pública de Nueva York bajo el patrocinio de la Federación de Mujeres de Color de Oregón y la Fundación Harmon. En 1938, se mudó a San Francisco donde participó en proyectos de Works Progress Administration. Streat también se incluyó en exposiciones en el Museo Conmemorativo De Young y el Museo de Arte de San Francisco (ahora el Museo de Arte Moderno de San Francisco). En 1939 hasta 1940, ayudó al artista Diego Rivera en la creación del mural para Pan American Unity, para la exhibición Arte en Acción en la Exposición Internacional Golden Gate de Treasure Island (GGIE). Un retrato de Streat,  uno de los muchos amigos de Rivera representados en el mural, se puede ver en el City College of San Francisco (CCSF) en el Teatro Diego Rivera ubicado en el Ocean Campus de CCSF.
Como sostiene Judy Bullington en su indispensable artículo sobre Streat, "la costa oeste permitió tradiciones indígenas muy visibles que generaban un tipo diferente de sabor regional del que los modernistas podían inspirarse. La capacidad de Streat para combinar estas múltiples influencias en un modo modernista le permitió atraer la atención de los coleccionistas de arte de Hollywood, captar titulares en todo Estados Unidos y, en las décadas de 1940 y 1950, incluso obtener cierto reconocimiento internacional".
Su trabajo fue a veces causa de controversia. Los Angeles Times informó que Streat fue amenazada por el Ku Klux Klan por su cuadro titulado "Muerte de un marinero negro", que retrata a un marinero afroamericano que muere después de arriesgar su vida en el extranjero para proteger los derechos democráticos que le negaron en casa. La amenaza solo hizo que Streat creyera que se necesitaba un programa que mostrara no solo las tribulaciones de los negros, sino también las contribuciones de los negros a la riqueza de la nación, por lo que inició un programa de educación visual llamado "El negro en la historia".[cita requerida]
A través de una serie de murales que representan las contribuciones de las personas de ascendencia africana, los paneles mostraron a los afroamericanos en la industria, la agricultura, la medicina, la ciencia, el envasado de carne y el transporte. Incluso hubo un panel sobre las contribuciones de las mujeres negras.
El trabajo de Streat a menudo retrató figuras importantes en la historia. Junto con imágenes de estadounidenses conocidos como Frank Lloyd Wright, pintó una serie de retratos de personas famosas de ascendencia africana, incluida la cantante de conciertos Marian Anderson, el cantante, actor y activista Paul Robeson, Toussaint L'Overture y Harriet Tubman, y más. Como pionera en el arte afroamericano moderno, su trabajo influyó y fue influenciado por Jacob Lawrence, Sargent Johnson, Romare Bearden, William H. Johnson y otros líderes artísticos de su tiempo. Su capacidad para integrar la danza, el canto y el folclore de una variedad de culturas en una sola obra y utilizarla para educar e inspirar una apreciación más allá de las líneas étnicas fue revolucionaria para su época. 

### Colecciones
Su pintura más conocida, El hombre conejo, fue comprada por Alfred Barr para el MoMA en 1942. Streat fue la primera mujer afroamericana en tener una pintura incluida en la colección permanente del MoMA. El trabajo de Streat se agregó a la colección permanente del Smithsonian cuando compraron el mural Medicina y transporte en 2016, que se encuentra en el Museo Nacional de Historia y Cultura Afroamericana en Washington D. C. Streat pintó Medicina y Transporte entre 1942 y 1944, que presenta las contribuciones de los afroamericanos en el trabajo en un laboratorio y en entornos industriales.
El Museo de Arte de Mills College en Oakland, California, también posee una ilustración de un libro infantil de Streat titulado Robot.
Artistas de diferentes campos  compraron obras de Streat, tales como el actor Vincent Price, el cantante Roland Hayes, el artista Diego Rivera, la actriz Fanny Brice, la bailarina Katherine Dunham y la actriz Paulette Goddard.

### Exposiciones seleccionadas
Sus pinturas se han podido ver en exposiciones en museos y galerías que incluyen:
- 1938 - Dama disgustada, Museo de Arte Moderno de San Francisco, San Francisco, California[6]
- 1941 - De Young Museum, San Francisco, California[15]
- 1942 - Raymond & Raymond Gallery, Nueva York, Nueva York[15]
- 1942 - Nuevas Adquisiciones: Pintura y Escultura Estadounidenses, Museo de Arte Moderno (MoMA), Ciudad de Nueva York, Nueva York[20]
- 1943 - The Little Gallery, propiedad del actor y coleccionista de arte Vincent Price, Beverly Hills, Los Ángeles, California[15]
- 1943 - La Exposición Internacional de Acuarela, Art Institute of Chicago, Chicago, Illinois[15][6]
- 1946 - Debut en la interpretación de su nueva coreografía, Museo de Arte Moderno de San Francisco, San Francisco, California[21]
- 1991 - La búsqueda de la libertad: abstracción afroamericana 1945-1975, Galería Kenkeleba, Nueva York, Nueva York[6]
- 2003 - Portland Art Museum, Portland, Oregón
- 2017 y en adelante - Visual Art and the American Experience, (exposición de arte permanente), Museo Nacional de Historia y Cultura Afroamericana del Smithsonian, Washington D. C.[22][23]
- Galería de Arte Contemporáneo Americano, Münich, Alemania
- Academia de Arte de Honolulu, Honolulu, Hawái
- Instituto de Historia del Arte de Albany, Albany, Nueva York.

### Bailarina, cantante y folclorista
Al igual que su conocida y contemporánea Katherine Dunham, Streat viajó a Haití entre 1946 y 1951 para estudiar danza, que vio como una importante inspiración del cambio social y un catalizador para desafiar las normas sociales. También visitó México y Canadá. Streat debutó con su nueva coreografía, inspirada en sus viajes, en una actuación en el Museo de Arte de San Francisco en 1946, que combinó danzas africanas, haitianas, hawaianas, nativas americanas, portuguesas y otras danzas indígenas.
Streat se dio cuenta de que el prejuicio y la intolerancia se aprenden, generalmente durante la niñez. Con el fin de combatir el desarrollo de la intolerancia, a lo largo de las décadas de 1940 y 1950, Streat interpretó bailes, canciones y cuentos populares de muchas culturas a miles de niños en Europa, Canadá, México y Estados Unidos en un esfuerzo por presentarles el belleza y valor de todas las culturas.

### Docente y activista
En 1945, Streat presidió un comité en Chicago para patrocinar murales como parte de un movimiento educativo "Negro en el trabajo". Entre 1948 y 1950, Streat se mudó a Hawái con su segundo marido, Edgar Kline, y fundaron Children's City of Hawaii y New School of Expression en Punaluu, Oahu, para presentarles a los niños el arte y el valor de la diversidad cultural. Una segunda escuela de Children's City se fundó en Salt Spring Island en Columbia Británica, Canadá en 1956.

### Vida personal y muerte
Se casó con Romaine Virgil Streat en 1935 y se divorciaron en 1948. Streat continuó usando su apellido de casada con fines profesionales. Más tarde, ese mismo año, se casó con John Edgar Kline, su mánager que era además dramaturgo y productor de teatro y cine.
Streat murió de un ataque al corazón en 1959 en Los Ángeles.

## Reconocimientos
- Obtuvo reconocimiento a nivel nacional a los 18 años, cuando su pintura titulada "Un sacerdote" ganó una mención de honor en la exposición de la Fundación Harmon en la ciudad de Nueva York (1929).
- Primera mujer afroamericana en exhibir una pintura en el Museo de Arte Moderno (MOMA) de Nueva York (1942).[24]
- Dirigió el Proyecto de Educación Infantil para presentar a los niños estadounidenses las contribuciones de los afroamericanos a través de una serie de coloridos murales.[12]
- Fue amenazado por el KKK por exhibir una pintura en honor al sacrificio de un marinero afroamericano.[25]
- Realizó un recital de baile en el Palacio de Buckingham para el Rey y la Reina del Reino Unido (1950).[26]
- Primera mujer estadounidense en tener su propio programa de televisión en París (1949).[26]
- Trabajó con el muralista mexicano Diego Rivera en su mural de la Unidad Panamericana en San Francisco en 1939.[27]
- En 1947, uno de los cuatro pintores abstractos afroamericanos que había realizado exposiciones individuales en la ciudad de Nueva York. Los otros tres fueron Romare Bearden, Rose Piper y Norman Lewis.[28]

### Libros
- Falk, Peter Hastings, ed. (1985). Quién era quién en el arte estadounidense, 1898-1947 . Connecticut: Prensa de vista de sonido. pag.602.
- Catálogo Catálogo de la Colección Danza . Volumen 9. La biblioteca pública de Nueva York. 1974. p.6129.
- Museo de Arte Moderno: Lista de inventario de la biblioteca, Parte iv. (SZ). 1984. p.318.
- Gibson, Ann Eden (1999). Expresionismo abstracto: otras políticas . Prensa de la Universidad de Yale.
- Allen, Ginny; Klevit, Jody (1999). Pintores de Oregón: los primeros cien años, 1859-1959 . Sociedad Histórica de Oregon.
- Biblioteca de referencia de la América negra . Volumen 4. Universidad de Nueva York. 1971. p. 93.
- Ploski, Harry A .; Williams, James, eds. The Negro Almanac: Un trabajo de referencia sobre el afroamericano . El artista negro. pag.1076.
- El manual del negro . Chicago: Johnson Publishing Co. pág.355.

### Publicaciones periódicas
- Smith, Roberta (28 de junio de 1991). «Review/Art; 'African-American Abstraction,' an Exploration».
- Jones, Aaron (mayo de 1998). "Tesoros de la colección de Reed". Revista Reed College . Reed College, Portland.
- "Obituario - Sra. John Edgar ". Oregon Journal . 14 de mayo de 1959. p.11.
- "Obituario: el famoso pintor-bailarín muere después de un ataque al corazón". El oregoniano . 24 de mayo de 1959.
- "El famoso pintor-bailarín es elogiado en Los Ángeles". Baltimore afroamericano . 6 de junio de 1959. p. 15
- "Pareja de Hawai muestran pinturas folclóricas, curiosidades". Bellingham Herald . 16 de mayo de 1958.
- "Folklore de colinas recopilado por el equipo de marido y mujer". Diario diario . Rapid City, SD 18 de junio de 1958.
- "Visitar a los líderes de bienestar infantil de Hawaii ven el folclore como un vínculo para todos los niños". Centinela de la ciudad de Sioux . 18 de septiembre de 1958. A-3.
- "Diario del londinense: dos lunas amarillas". Estándar de noche . REINO UNIDO. 7 de marzo de 1950.
- "Las noticias que circulan". La prensa irlandesa . Irlanda. 6 de mayo de 1950.
- "Arte y artistas: Thelma Johnson Streat en SF Museum of Art". Oakland Tribune . 17 de marzo de 1946.

### Otros
- Carta a Marian Anderson (fechada el 19 de diciembre de 1938). Colecciones especiales (archivos de Marian Anderson), Biblioteca Van Pelt-Dietrich, Universidad de Pensilvania.
- Fotografías, solicitudes personales y cartas de referencia. Colección Harmon (The Harmon Foundation). Archivos Nacionales.